# Вільям Трусдейл
Вільям Трусдейл (англ. William Trousdale; 23 вересня 1790, округ Оріндж, штат Північна Кароліна — 27 березня 1872, графство Самнер, штат Теннессі) — американський політик, член демократичної партії, генерал і дипломат. Губернатор штату Теннессі (1849—1851).
Брав участь у Крикській війні і став відомим як «Бойовий кінь округу Самнер». Вивчав право і в 1820 році розпочав кар'єру адвоката у штаті Теннессі. Він був членом сенату штату в 1835—1836 роках.
Трусдейл брав участь у Американо-мексиканській війні у званні бригадного генерала і був обраний губернатором як герой війни. Демократи одноголосно висунули його кандидатом від партії на губернаторських виборах, які він ледве переміг. Трусдейлу не вдалося переобратися на другий термін. Як надзвичайний посланник і повноважний міністр, очолював дипломатичну місію США в Бразилії 1853—1857.
Могила Трусдейла знаходиться на міському кладовищі Галлатин у місті Галлатин, штат Теннессі.
Округ Трусдейл названий на честь Вільяма Трусдейла.